# Crash Team Racing Nitro-Fueled
Crash Team Racing Nitro-Fueled é um jogo de corrida de karts, o jogo foi desenvolvido pela Beenox e publicado pela Activision. O jogo é uma recriação do primeiro jogo de corrida da série Crash Bandicoot; Crash Team Racing, que foi originalmente desenvolvido pela Naughty Dog para o PlayStation nos anos 90, com personagens e pistas reimaginadas do jogo Crash Nitro Kart. O jogo foi lançado em 21 de junho de 2019.

## Desenvolvimento
Depois do sucesso do Crash Bandicoot N. Sane Trilogy, uma compilação refeita dos três primeiros jogos da série Crash Bandicoot, especulou-se que o Crash Team Racing seria refeito futuramente.
O jogo foi anunciado na The Game Awards em dezembro de 2018, sendo lançado para as plataformas PlayStation 4, Nintendo Switch e Xbox One. Semelhante com o N. Sane Trilogy, o jogo será recriado com novos recursos, adicionando novos conteúdos incluindo modo online, personalização de kart (incluindo karts e todas as pistas da sequência indireta, Crash Nitro Kart) e o principal antagonista do jogo, Nitros Oxide, que era exclusivamente um personagem chefe no jogo original, como um personagem jogável.
Serão adicionadas temporadas gratuitas pós-lançamento com novas pistas originais, personagens e itens de personalização.

## Jogabilidade
Como no original Crash Team Racing, Nitro-Fueled é um jogo de corrida da série Crash Bandicoot. Jogadores devem evitar obstáculos e navegar pelas diversas pistas para alcançar a linha de chegada, utilizando power-ups colocados pela pista para conseguir um turbo ou atingir os oponentes. O jogo possui modos de corrida rápida (arcade) e copas, assim como um modo aventura, com um lobby, diversas corridas e batalhas com chefes. O modo aventura foi acrescido de novas cinemáticas, e foi dividido, nesta edição do jogo, em dois modos: o modo clássico, que dá ao jogador a experiência de reviver com novos gráficos o jogo de 1999, e o modo nitro-fueled, que permite a troca de personagens, karts e skins a qualquer tempo, assim como escolher o nível de dificuldade.
Nitro-Fueled adiciona diversos novos elementos não presentes no jogo original, incluindo o modo multijogador online e a habilidade de escolher diferentes karts, que podem ser customizados pelo jogador. A customização inclui o corpo do veículo, cores, decalques, rodas e figurinhas, que podem ser conseguidas com Wumpa Coins, dentro do jogo, e ao ganhar corridas. Há também animações de pódio.
O jogo adiciona conteúdo substancial de Crash Nitro Kart, incluindo todos os personagens, pistas de corrida, arenas de batalha, karts e modos de batalha, com também karts e skins adicionais de Crash Tag Team Racing.

### Personagens
Os personagens jogáveis já anunciados incluem todos os presentes e Crash Team Racing e em Crash Nitro Kart, com um total de 35 até o momento.
O jogador inicia com os 8 personagens clássicos de Crash Team Racing, os outros podem ser desbloqueados ao serem derrotados no modo aventura e ao completar desafios.
Iniciantes: personagens que têm velocidade normal, boa aceleração e ótima habilidade em virar, como Polar, Pura, Krunk, Real Velo, Zam, ou Ripper Roo.
Intermediários: personagens que possuem bom status em velocidade, aceleração e virar, como Crash, Dr. Neo Cortex, Coco Bandicoot, Dr. N.Gin, Small Norm, Nash, N. Trance, Geary, Komodo Joe, Pinstripe, Fake Crash, ou Nitros Oxide.
Avançados: personagens que possuem ótima velocidade, boa aceleração, mas habilidade limitada em virar, como por exemplo Tiny Tiger, Dingodile, Crunch, Big Norm, Zem, Papu Papu, N.Tropy ou Penta Penguim.
Personagens de temporada: Tawna, Ami, Isabella, Megumi, Liz (conhecidas como Trophy Girls, agora como Nitro Squad), Baby T, Baby Crash, Baby Coco, Spyro, Hunter, Gnasty Gnorc, Nina, Komodo Moe, N. Brio, Koala Kong ,Pasadena O' Possum, Ebenezer Von Cluch, Galinha Rei, Rilla Roo, Yaya Panda, Hasty, Chick e Stew e Megamix.